# Xenorhynchia peeli
Xenorhynchia peeli är en tvåvingeart som beskrevs av Malloch 1938. Xenorhynchia peeli ingår i släktet Xenorhynchia och familjen parasitflugor. Inga underarter finns listade i Catalogue of Life.